# Kishársfalva
Kishársfalva (1894-ig „Lindgraben”, 1899-ig „Sopron-Hársfalva”, németül: Lindgraben, horvátul: Lindgrab) Kabold településrésze, egykor önálló község Ausztriában Burgenland tartományban a Felsőpulyai járásban.

## Fekvése
Kaboldtól 2 km-re délre fekszik. Német neve a Linde (=hársfa) főnévből származik.

## Története
A régészeti leletek tanúsága szerint területén már az i. e. 1. században kelták éltek, akik vasművességgel foglalkoztak. A római korban területe Pannónia tartomány része volt. A rómaiakat germán népek, majd avarok, szlávok, majd magyarok követték.
A mai települést báró Devecseri Csóron János, Kabold ura alapította 1568-ban, az uradalom területén. Írásban először az uradalom 1572-es urbáriumában szerepel. Első lakói németek és horvátok voltak. 1585-ben lakói közül 19 német és 12 horvát volt. Valószínűleg már a 16. századtól papírmalom működött, mely időnként játékkártyákat is állított elő.
Vályi András szerint " LINTGRABEN. Német falu Sopron várm. földes ura H. Eszterházy Uraság, lakosai katolikusok, és evangelikusok, fekszik Veperdnek szomszédságában, mellynek filiája, határja soványas, erdeje elég van, réttye igen kevés, szőleje nints, Sopronhoz 2 5/8 mértföldnyire van."
Fényes Elek szerint "Lindgraben, német f., Sopron vármegyében, Sopronhoz nyugotra 3 mfd.: 265 kath., 70 evang. lak. Határa hegyes és sovány; van 125 h. urbéri szántóföldje, 120 h. rétje, 123 h. irtása; az uraság nem vallotta be birtokát. Van két kis patakja. Birja h. Eszterházy."
1899-ben a katolikus és evangélikus egyház közötti tárgyalások eredményeképpen a két egyházközség megvásárolta az Esterházy család vendéglőjét és ott 1900-ban népiskolát nyitottak. Az oktatás a hivatalos államnyelven, magyarul folyt. Így a gyermekeknek nem kellett tovább a szomszédos Kaboldra és Veperdre iskolába járni. Az iskola egészen 1974-ig működött. 1890-ben megalakult az önkéntes tűzoltóegylet. Az első tűzoltószertár 1928-ban az iskolával átellenben épült fel.
1910-ben 354, túlnyomóan német lakosa volt. A trianoni békeszerződésig Sopron vármegye Soproni járásához tartozott. 1921-ben Ausztria Burgenland tartományának része lett. A település fejlődése 1945 után indult meg. 1950-ben az elektromos hálózat, 1966-ban a vízvezeték hálózat épült meg. 1971-ben befejeződött a földek tagosítása és a csatornahálózat kiépítése. 1971. január 1-jén Kishársfalvát Felsőpéterfával együtt Kaboldhoz csatolták. 2001-ben 262 lakost számláltak a településen. Ebben az évben a volt iskolaépületben faluközpontot alakítottak ki.

## Külső hivatkozások
- Kabold hivatalos oldala